# Molguloides sphaeroidea
Molguloides sphaeroidea är en sjöpungsart som beskrevs av C.S. Millar 1970. Molguloides sphaeroidea ingår i släktet Molguloides och familjen kulsjöpungar. Inga underarter finns listade i Catalogue of Life.